# کلویی بیلی
کلویی الیزابت بیلی (انگلیسی: Chloe Elizabeth Bailey; ‎/kloʊi/‎ KLO-ee، زادهٔ ۱ ژوئیه ۱۹۹۸) که با نام کلویی (Chlöe) شناخته می‌شود، خواننده، ترانه‌پرداز، تهیه‌کننده موسیقی و بازیگر اهل ایالات متحده آمریکا است. او در کنار خواهرش هلی بیلی به خاطر گروه دونفرهٔ کلوئی ایکس هلی به شهرت رسید. این گروه تاکنون دو آلبوم استودیویی منتشر کرده است که دومین آلبوم آنها به نام ساعت بی خدا (۲۰۲۰) با استقبال گسترده‌ای روبرو شد. در سال ۲۰۲۱، بیلی فعالیت انفرادی خود را با انتشار تک‌آهنگ «Have Mercy» آغاز کرد که گواهی‌نامهٔ پلاتین ایالات متحده را دریافت کرد. نخستین آلبوم او به نام در قطعه‌ها در سال ۲۰۲۳ منتشر شد. دومین آلبوم او به نام مشکل در بهشت در سال ۲۰۲۴ منتشر شد.او در فیلم جین بازی کرده است.